# Volucella zonaria
Espèce
Volucella zonaria, la volucelle zonée, est une espèce d'insectes diptères brachycères de grande taille, de la famille des syrphidés, sous-famille des éristalinés et du genre Volucella.

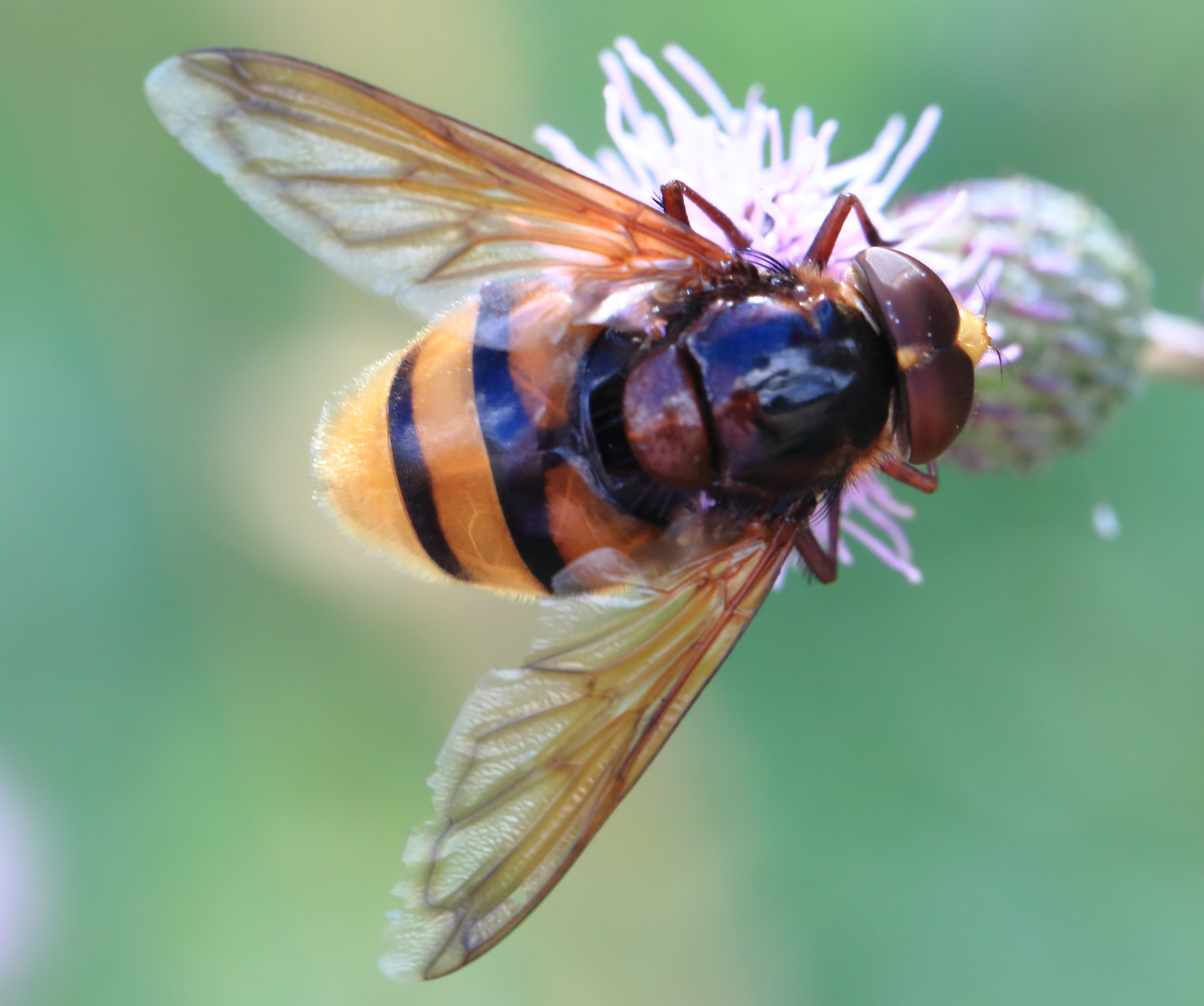
« Volucelle zonée » - mâle.

## Morphologie
L'une des plus grandes mouches d'Europe, pouvant mesurer jusqu'à 2,5 centimètres de longueur.
Le thorax est brun, tandis que l'abdomen est jaune-orangé rayé de noir. Ses yeux sont bruns également.
L'apparence générale et la taille de la volucelle zonée fait énormément penser au frelon européen, mais ses courtes antennes ainsi que son aspect trapu permettent de bien différencier les deux espèces. 

## Biologie
L'insecte adulte est visible de mai à septembre. Il imite le frelon européen (Vespa crabro) par sa taille (atteint 20 mm de long), par son aspect et par son vol bourdonnant. 
On peut observer l'espèce dans les hêtraies-chênaies, dans les broussailles ainsi que dans les parcs urbains, au sein desquelles elles butinent une grande variété de fleurs.
Les larves vivent en détritiphages  de nids d'abeilles et de guêpes. Elles peuvent se comporter en prédatrices des larves d'hyménoptères.

## Autre espèce mimétique
- Milesia crabroniformis, syrphidé de plus grande taille, au thorax tacheté dorsalement.

## Répartition et habitat
Lieux boisés d'Europe occidentale mais aussi de plus en plus en zone urbaine.

## Systématique
L'espèce Volucella zonaria a été décrite par l'entomologiste autrichien Nicolaus Poda von Neuhaus en 1761 sous le nom initial de Conops zonaria.

### Synonymie
- Conops zonaria Poda, 1761 Protonyme